# Die Außenseite des Elementes
Die Außenseite des Elementes war eine literarische und graphische Loseblattsammlung in einer Schachtel. Sie erschien von 1992 bis 2001 und hatte elf Ausgaben.
Herausgegeben wurde diese Literaturzeitschrift von dem Lyriker und Übersetzer Jan Wagner gemeinsam mit Thomas Girst und einem wechselnden Redaktionsteam im Non Profit Art Movement, Berlin und zum Selbstkostenpreis vertrieben.
Zweimal im Jahr erschien die in einer Schachtel präsentierte, im Offsetdruck erstellte Loseblattsammlung, nach dem Vorbild Marcel Duchamps, die es dem Leser ermöglichte, seine eigene Reihenfolge zu komponieren, die Sammlung nach persönlichen Vorlieben und Antipathien zu ordnen. Die Literaturschachtel war Forum für bekannte und unbekannte Autoren aus aller Welt, für Lyrik und Prosa und für graphische Arbeiten. Zu jeder Ausgabe gab es eine Beilage, die von einem bildenden Künstler eigens hierfür geschaffen wurde.
Zwei Ausgaben waren Schwerpunktausgaben zu zeitgenössischer persischer und niederländischer Dichtung.